# Schwarze Ader
Schwarze Ader är en bergstopp i Österrike. Den ligger i förbundslandet Tyrolen, i den centrala delen av landet, 300 km väster om huvudstaden Wien. Schwarze Ader ligger 2 988 meter över havet.
Schwarze Ader är en av topparna på Hohes Gletscherdach, en bergskam med många glaciärer. 
Närmaste större samhälle är Matrei in Osttirol, 19 km sydost om Schwarze Ader. 